# 德國環境與自然保護聯盟
德國環境與自然保護聯盟(德文：Bund für Umwelt und Naturschutz Deutschland e.V., BUND)；(英文：League for the environment and nature conservation, Germany) 為一德國環境保護與生態保育非營利組織。此聯盟於1975年7月20日由多名環保人士所成立，原先的名稱為德國自然與環境保護聯盟(德文：Bund für Natur- und Umweltschutz Deutschland,BNUD)，直至1977年更改為現今的名稱。由於其屬於國際地球之友的德國夥伴組織，因此在其標誌下亦有地球之友(德文：Freunde der Erde)作為附屬名稱。
德國環境與自然保護聯盟目前從事的議題有：法律、水資源、廢棄物、森林、能源、旅遊、交通、景觀與基因改造等不同的議題。

## 組織
德國環境與自然保護聯盟有近40萬名會員與支持者，是德國最大的環保團體之一。如同德國聯邦體制，聯盟也分為16個邦分會組織，以及超過2000個區域的地方團體，其分別在自身關心的環境議題上努力。

## 外部連結
- 德國環境與自然保護聯盟網站 （页面存档备份，存于）